# Sabinosuchus
Sabinosuchus — рід мезоевкрокодилових, з маастрихтської формації Ескондідо в Коауїлі, Мексика, з типовим видом Sabinosuchus coahuilensis. Вперше описаний як передбачуваний дирозаврид Шиллером II та ін. (2016), пізніше він був відновлений як фолідозаврід Jouve & Jalil (2020).
Sabinosuchus був довго-ростриновою твариною, тобто його морда була пропорційно довгою та тонкою. Носові кістки не зрощені протягом збереженої довжини та вкриті краплеподібними ямками, що робить цю кістку черепа найбільш орнаментованою. Верхньощелепні кістки мають схожий орнамент із щільним нагромадженням круглих ямок, розташованих у напрямку до задньої частини кістки. Порівняно з тим, сторони кістки значно гладкіші. Довжина нижньої щелепи становить приблизно 92 см, що становить менше половини довжини нижньощелепного симфізу.